# Discidae
Discidae Thiele, 1931 (1866) è una famiglia di molluschi gasteropodi polmonati terrestri dell'ordine Stylommatophora.

## Distribuzione e habitat
La famiglia Discidae ha un areale olartico. Il genere Canaridiscus è endemico della Macaronesia.

## Tassonomia
Comprende i seguenti generi:
- Anguispira Morse, 1864
- Canaridiscus Alonso & Ibáñez, 2011
- Discus Fitzinger, 1833

Sono noti anche i seguenti generi estinti:
- Calogoniodiscus Pfeffer, 1930 †
- Coxiola Pfeffer, 1930 †
- Manganellia Harzhauser, Neubauer & Georgopoulou in Harzhauser et al., 2014 †
- Protodiscus Solem & Yochelson, 1979 †